# Gilles Rolland
Gilles Rolland, né le 8 janvier 1961 à Brive-la-Gaillarde (France), est un joueur et entraîneur  français de football.

## Biographie
Révélé au Stade briochin, Gilles Rolland évolue comme milieu de terrain à l'EA Guingamp, en D2, de 1982 à 1984 et de 1988 à 1991, et au FC Rouen de 1984 à 1988, où il accompagne la descente brutale du club de D1 en D3 puis sa remontée en D2. Il achève sa carrière sur une dernière saison en D3 avec le RC Paris en 1991-1992. Il compte alors 268 matchs professionnels (hors D3) pour 54 buts. 
Il se reconvertit immédiatement comme entraîneur au Stade pontivyen, sur le banc duquel il reste pendant huit ans, faisant monter le club en DH de Bretagne. Après une expérience de quatre ans à l'US Montagnarde, en CFA2 avec notamment plusieurs grands parcours en coupe de France dont un qui se termina contre l'As Monaco, il retourne au Stade pontivyen son club de cœur où il intègre l'encadrement de formation, d'abord en se chargeant des équipes de jeunes puis en tant que responsable technique de l'école de football. 
Il est actuellement le responsable de la section sportive régionale du Lycée du Gros Chêne à Pontivy.